# Grün 80
Grün 80 également nommé Park im Grünen est 2e salon suisse du jardinage et de l'aménagement paysager en 1980 dans la plaine de Brüglingen dans la commune de Münchenstein.

## Histoire
Le 12 avril 1980, Green 80 est inauguré par le président fédéral Georges-André Chevallaz et dure jusqu'au 12 octobre. Pour l'exposition, 13000 arbres et arbustes ont été plantés sur une superficie de 46 hectares, l'exposition coûte environ 60 millions de francs suisses et attire quelque 3,5 millions de visiteurs.
La Reine Elizabeth II, invitée d'honneur, s’y rend dans sa propre Rolls Royce le 1er mai et y plante un arbre.
L'un des points de repère est un grand dinosaure en béton a été conservé jusqu'au début de 2005.
Une tour gyroscopique de 75 mètres de haut, avec une plate-forme d'observation rotative, se trouvait d'abord à Grun 80 avant de déménager à Europa-Park en 1983, où elle a pris son emplacement permanent sous le nom d'Euro Tower,.

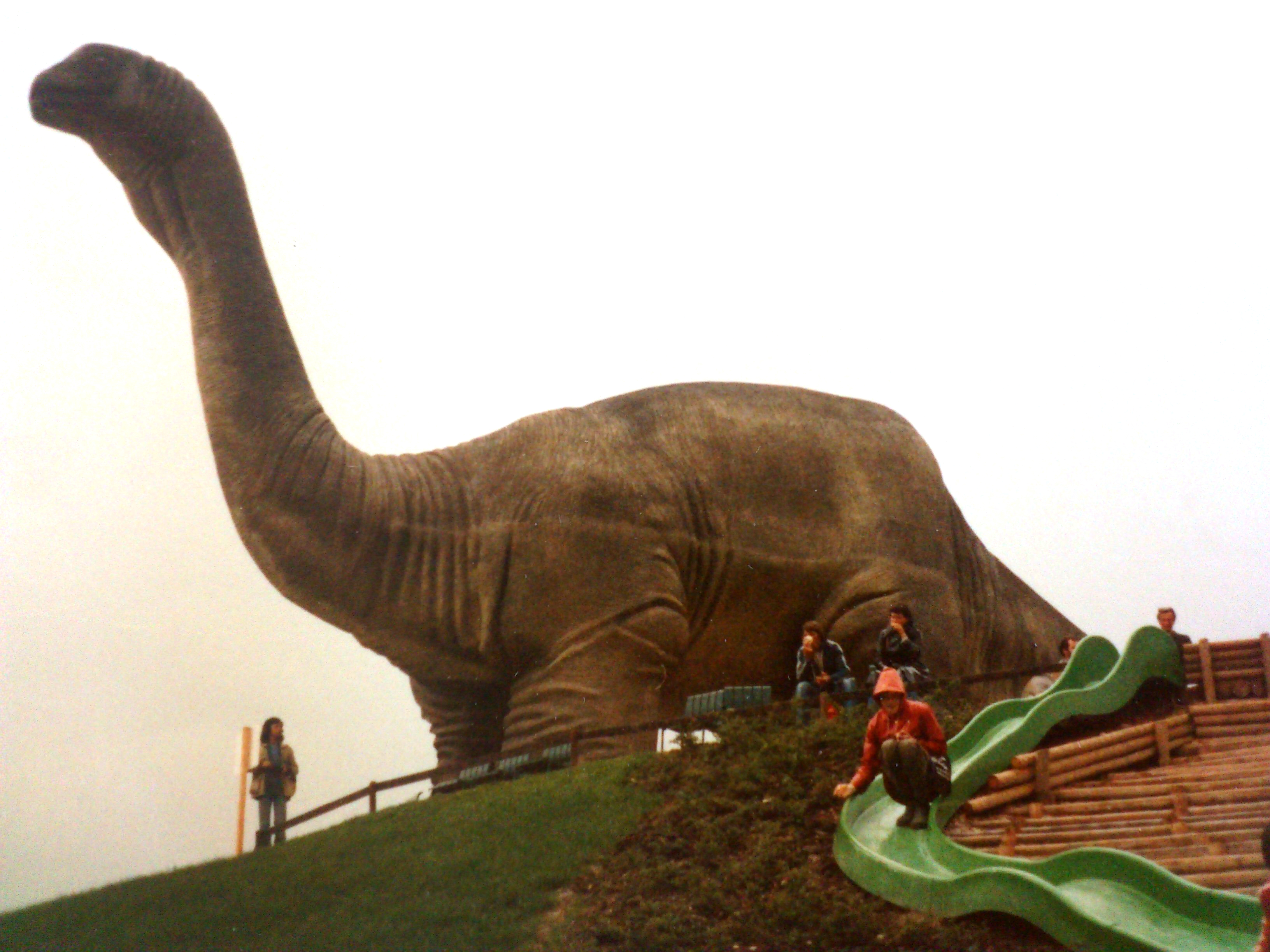
le "Dino"
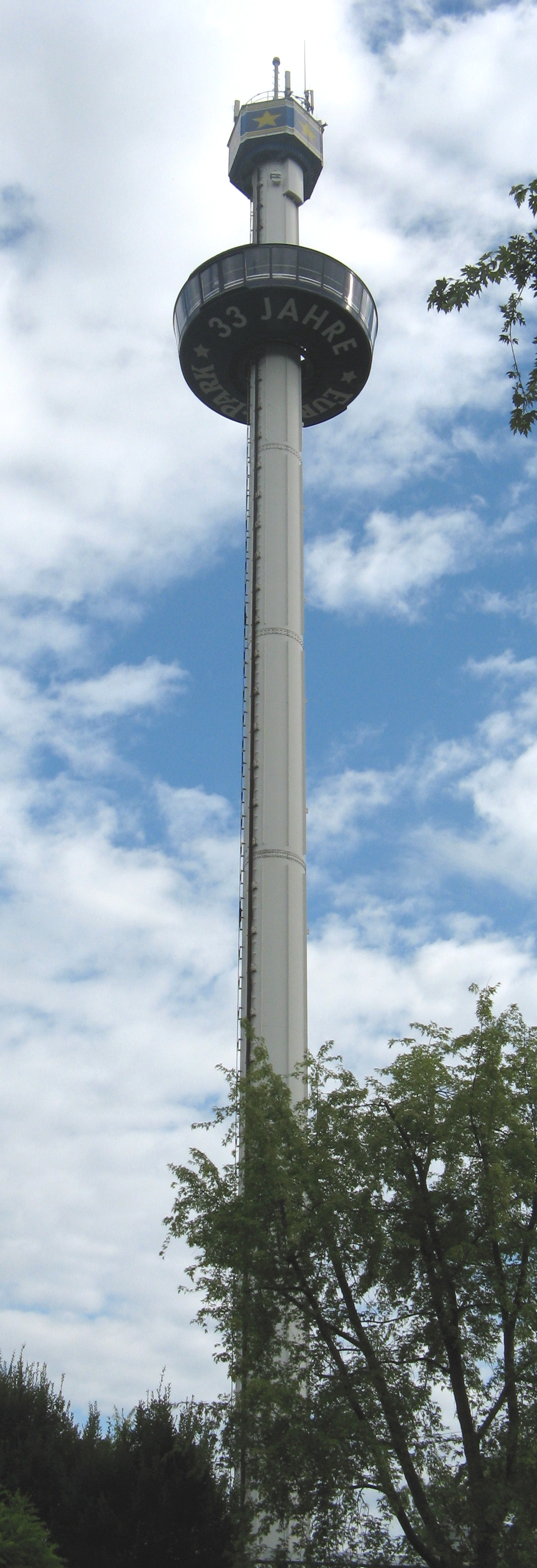
Tour St. Jaques qui est aujourd'hui à Europa-Park
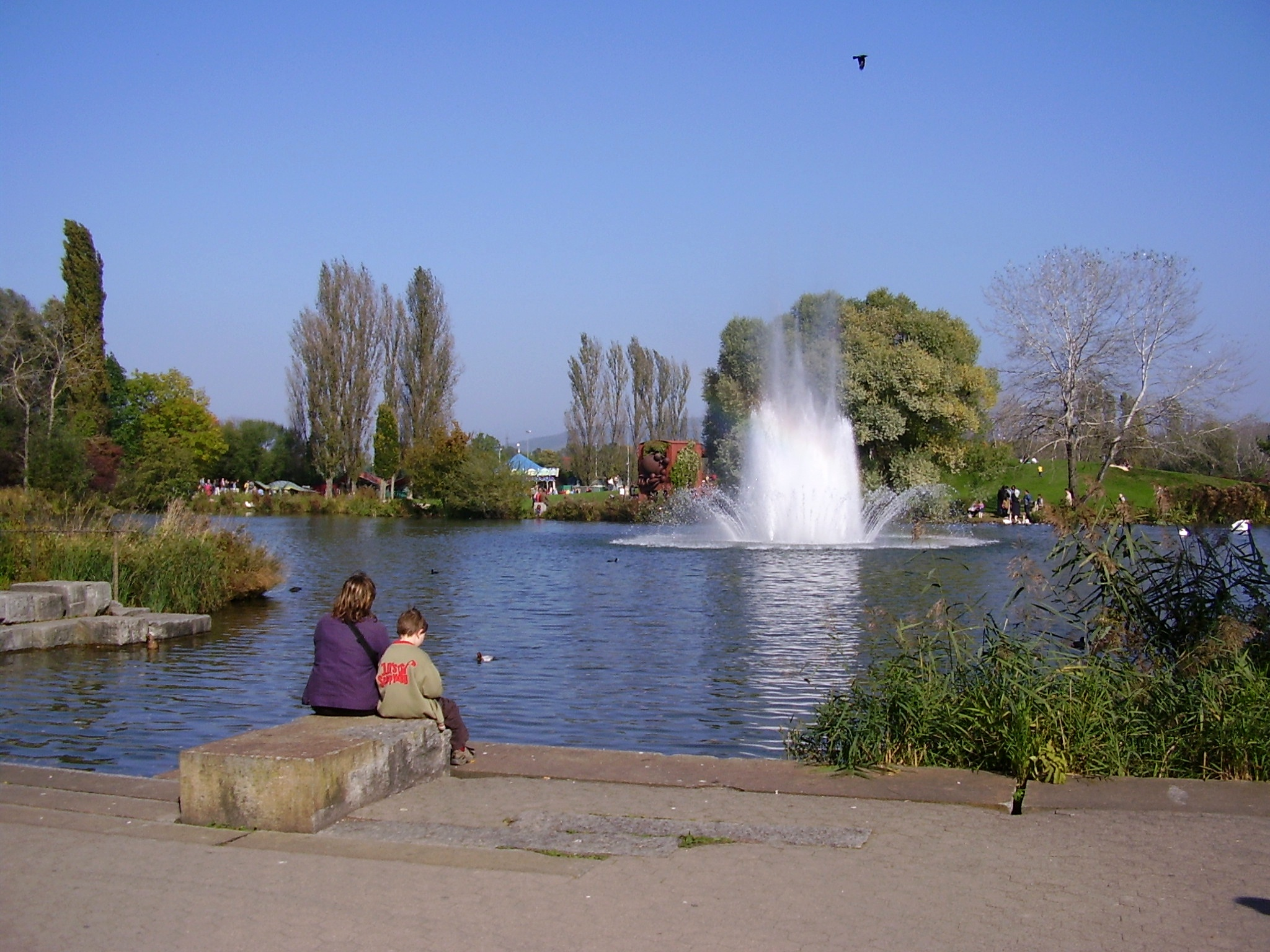
Le Lac
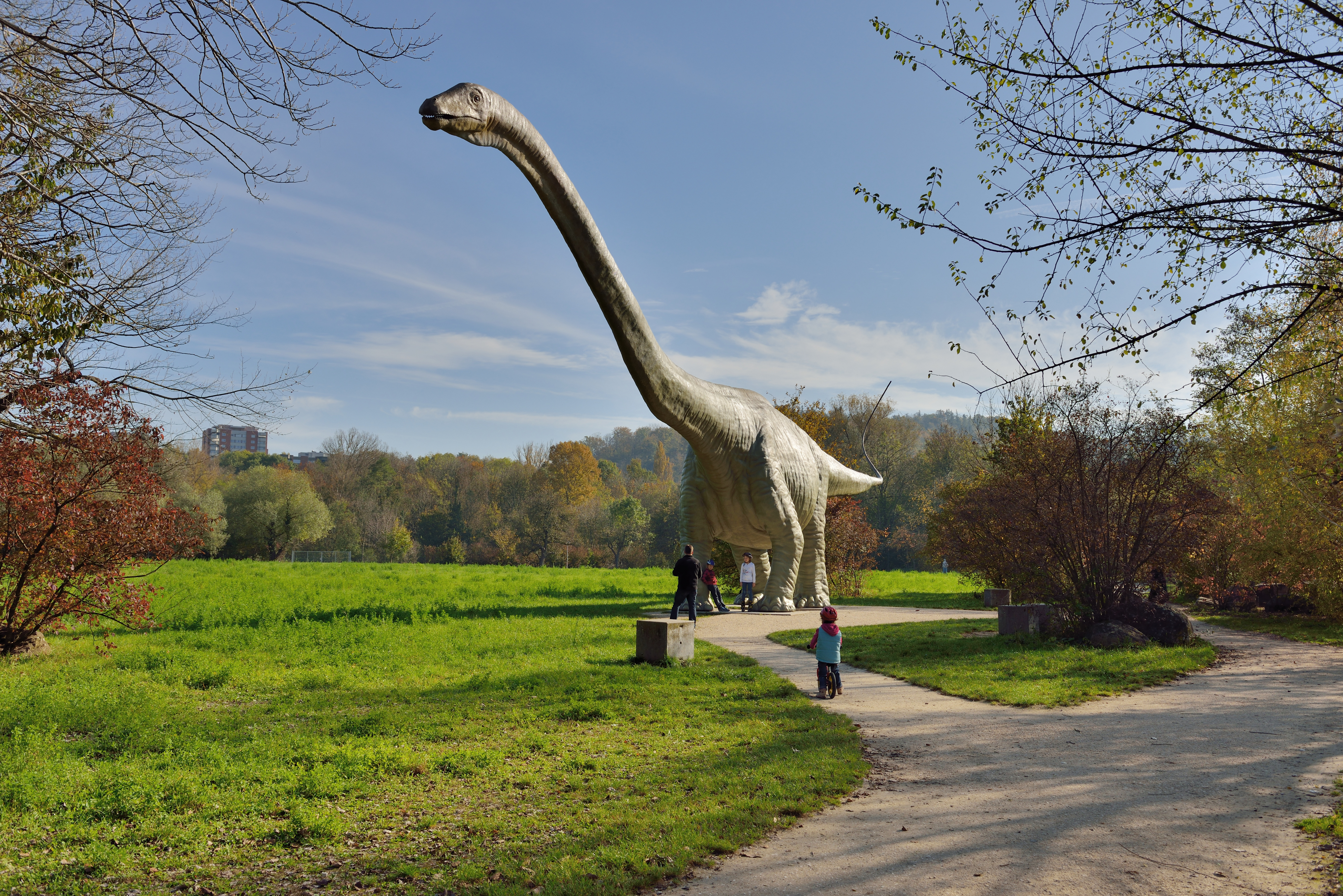
Le Seismosaurus
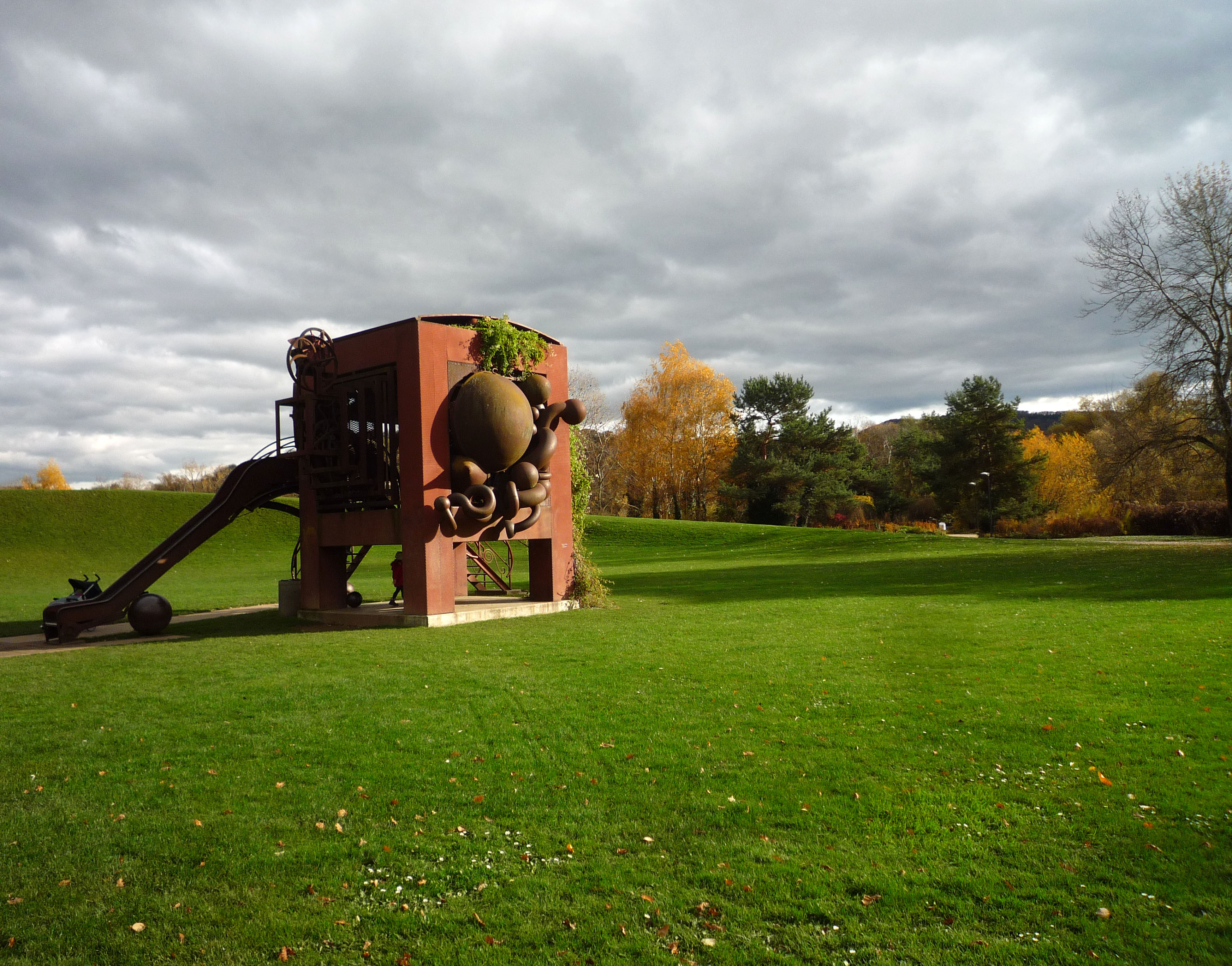
Sculpture de Bernhard Luginbühl